# Hydraena cooperi
Hydraena cooperi är en skalbaggsart som beskrevs av Balfour-browne 1954. Hydraena cooperi ingår i släktet Hydraena och familjen vattenbrynsbaggar. Inga underarter finns listade i Catalogue of Life.